# Целиноградский район
Целиногра́дский райо́н (каз. Целиноград ауданы)— административная единица Акмолинской области Казахстана. Административный центр — село Акмол (Малиновка).

## География
Расположен на юго-востоке Акмолинской области, где граничит с Карагандинской областью. Территорию района разделяет на две части город республиканского значения — столица страны Астана (бывшими названиями которой были Акмолинск, Целиноград, Акмола и Нур-Султан).
Площадь района составляет 7 801 км² (780,1 тыс. га), в том числе 560,7 тыс. га сельхозугодий, 88,6 тыс. га земли населённых пунктов, 12,2 тыс. га земли несельскохозяйственного назначения, 48,4 тыс. га земли лесного фонда, 18,4 тыс. га земли водного фонда, 50,6 тыс. га земли запаса, 1,2 тыс. га земли, используемые г. Астана.

## История
Целиноградский район  (до 1961 — Акмолинский район) был  образован в январе 1928 года  из  Акмолинской  и  частей  Ерейменской   и  Ишимской   волостей   Акмолинского   уезда.  В  его  состав  вошли  Александровский,  Елизаветградский,  Куандыкольский,  Максимовский,  Приречный,  Покровский,  Родионовский,  Рождественский,  Романовский,  Семеновский,   Софиевский,  Станичный,  Таганрогский,  Херсоновский  сельсоветы  Акмолинской  волости,  а  также  22  аула  Ерейменской  волости,  2-й,  3-й,  4-й,  аулсоветы  Ишимской   волости   и  2-й  аулсовет Нуринской  волости. Административный центр до июля 1949 года в село Новоишимка, с 1949 до 2007 года посёлок Коктал (ранее село Кирово).
В соответствии с Указом Президента Республики Казахстан от 9 января  2007 года № 243 районный центр был передислоцирован в село Малиновка, ныне этому населенному пункту определено новое имя — Акмол.
Целиноградский район расположен в юго-восточной части Акмолинской области, граничит на севере с Шортандинским, на востоке с Ерейментауским и Аршалинским, на западе с Кургальджинским и Астраханским районами, на юге с Карагандинской областью.

## Административно-территориальное деление
В Целиноградском районе — 19 административно-территориальных образований, из них сельских округов — 16, сёл — 3.
| №  | Административная единица             | Административный центр     | Количество населённых пунктов | Население (2009) | Доля от всего населения, % |
| -- | ------------------------------------ | -------------------------- | ----------------------------- | ---------------- | -------------------------- |
| 1  | Сельский округ Акмол                 | село Акмол                 | 2                             | 6 143            | 10,53                      |
| 2  | Арайлынский сельский округ           | село Арайлы                | 5                             | 4 049            | 6,94                       |
| 3  | Жанаесильский сельский округ         | село Жанаесиль             | 3                             | 3 431            | 5,88                       |
| 4  | Жарлыкольский сельский округ         | село Жангызкудук           | 2                             | 2 776            | 4,76                       |
| 5  | Сельский округ Кабанбай батыра       | село Кабанбай батыра       | 4                             | 5 937            | 10,17                      |
| 6  | Караоткельский сельский округ        | село Караоткель            | 3                             | 5 234            | 8,97                       |
| 7  | Село Коянды                          | село Коянды                | 1                             | 2 954            | 5,06                       |
| 8  | Кызылсуатский сельский округ         | село Кызылсуат             | 4                             | 1 598            | 2,74                       |
| 9  | Село Маншук                          | село Маншук                | 1                             | 817              | 1,40                       |
| 10 | Нуресильский сельский округ          | село Нуресиль              | 3                             | 2 598            | 4,45                       |
| 11 | Оразакский сельский округ            | село Оразак                | 2                             | 1 825            | 3,13                       |
| 12 | Приреченский сельский округ          | село Приречное             | 2                             | 1 436            | 2,46                       |
| 13 | Сельский округ Рахымжана Кошкарбаева | село Рахымжана Кошкарбаева | 3                             | 2 516            | 4,31                       |
| 14 | Сельский округ Родина                | село Родина                | 3                             | 1 721            | 2,95                       |
| 15 | Софиевский сельский округ            | село Софиевка              | 2                             | 2 106            | 3,61                       |
| 16 | Село Тайтобе                         | село Тайтобе               | 1                             | 832              | 1,43                       |
| 17 | Талапкерский сельский округ          | село Талапкер              | 3                             | 4 323            | 7,41                       |
| 18 | Сельский округ Тасты                 | аул Тасты                  | 3                             | 1 895            | 3,25                       |
| 19 | Шалкарский сельский округ            | село Шалкар                | 3                             | 1 260            | 2,16                       |

### Населённые пункты
В Целиноградском районе 49 населённых пункт, из них:
- сёл — 44 (89,80%),
- аулов — 3 (6,12%),
- станций — 2 (4,08%).

Все — сельские населённые пункты.
| №  | Населённый пункт      | Тип                          | Население (2009) | Административная единица             |
| -- | --------------------- | ---------------------------- | ---------------- | ------------------------------------ |
| 1  | Аккайын               | село                         | ↗417             | Кызылсуатский сельский округ         |
| 2  | Акмечеть              | село                         | ↘432             | Сельский округ Тасты                 |
| 3  | Акмол                 | село, административный центр | ↗5 711           | Сельский округ Акмол                 |
| 4  | Арайлы                | село                         | ↗1 792           | Арайлынский сельский округ           |
| 5  | Бирлик                | село                         | ↘301             | Оразакский сельский округ            |
| 6  | Жабай                 | село                         | ↗69              | Софиевский сельский округ            |
| 7  | Жайнак                | село                         | ↗140             | Арайлынский сельский округ           |
| 8  | Жанаесиль             | село                         | ↗2 179           | Жанаесильский сельский округ         |
| 9  | Жана Жайнак           | аул                          | ↘549             | Нуресильский сельский округ          |
| 10 | Жанажол               | село                         | →345             | Караоткельский сельский округ        |
| 11 | Жангызкудук           | село                         | ↘1 883           | Жарлыкольский сельский округ         |
| 12 | Жарлыколь             | село                         | ↘893             | Жарлыкольский сельский округ         |
| 13 | Зелёный Гай           | село                         | ↘295             | Сельский округ Родина                |
| 14 | Кабанбай батыра       | село                         | ↗5 181           | Сельский округ Кабанбай батыра       |
| 15 | Кажымукан             | село                         | ↗683             | Талапкерский сельский округ          |
| 16 | Каражар               | село                         | ↗579             | Караоткельский сельский округ        |
| 17 | Караменды батыра      | село                         | ↗1 004           | Жанаесильский сельский округ         |
| 18 | Караоткель            | село                         | ↗4 310           | Караоткельский сельский округ        |
| 19 | Каратомар             | село                         | ↘177             | Шалкарский сельский округ            |
| 20 | Косшокы               | станция                      | ↘421             | Арайлынский сельский округ           |
| 21 | Коянды                | село                         | ↗2 954           | Село Коянды                          |
| 22 | Кызылжар              | село                         | ↗521             | Сельский округ Кабанбай батыра       |
| 23 | Кызылсуат             | село                         | ↗684             | Кызылсуатский сельский округ         |
| 24 | Маншук                | село                         | ↘817             | Село Маншук                          |
| 25 | Мортык                | село                         | ↘248             | Жанаесильский сельский округ         |
| 26 | Нура                  | село                         | ↗160             | Сельский округ Кабанбай батыра       |
| 27 | Нуресиль              | село                         | ↗1 690           | Нуресильский сельский округ          |
| 28 | Нурлы                 | село                         |                  | Кызылсуатский сельский округ         |
| 29 | Опан                  | село                         | ↘234             | Приреченский сельский округ          |
| 30 | Оразак                | село                         | ↘1 524           | Оразакский сельский округ            |
| 31 | Отаутускен            | село                         | ↘318             | Шалкарский сельский округ            |
| 32 | Отемис                | село                         | ↗432             | Сельский округ Акмол                 |
| 33 | Преображенка          | село                         | ↘145             | Сельский округ Рахымжана Кошкарбаева |
| 34 | Приречное             | село                         | ↗1 202           | Приреченский сельский округ          |
| 35 | Раздольное            | село                         | ↗359             | Нуресильский сельский округ          |
| 36 | Рахымжана Кошкарбаева | село                         | ↗1 680           | Сельский округ Рахымжана Кошкарбаева |
| 37 | Родина                | село                         | ↘1 032           | Сельский округ Родина                |
| 38 | Садовое               | село                         | ↘394             | Сельский округ Родина                |
| 39 | Сарыадыр              | село                         | ↘75              | Сельский округ Кабанбай батыра       |
| 40 | Сарыколь              | аул                          | ↗369             | Сельский округ Рахымжана Кошкарбаева |
| 41 | Ыбырая Алтынсарина    | село                         | ↗529             | Талапкерский сельский округ          |
| 42 | Софиевка              | село                         | ↗2 013           | Софиевский сельский округ            |
| 43 | Тайтобе               | село                         | ↗832             | Село Тайтобе                         |
| 44 | Талапкер              | село                         | ↗3 111           | Талапкерский сельский округ          |
| 45 | Тастак                | станция                      | ↗415             | Сельский округ Тасты                 |
| 46 | Тасты                 | аул                          | ↗1 034           | Сельский округ Тасты                 |
| 47 | Тонкерис              | село                         | ↗955             | Арайлынский сельский округ           |
| 48 | Шалкар                | село                         | ↘765             | Шалкарский сельский округ            |
| 49 | Шубар                 | село                         | ↗497             | Кызылсуатский сельский округ         |
| 50 | Ынтымак               | село                         | ↗741             | Арайлынский сельский округ           |

Упразднённые населённые пункты
- село Коктал — упразднено в 2000 году, включено в состав Астаны
- село Литовка — упразднено в 2000 году[8],
- село Островное — упразднено в 2000 году[8],
- село Апполоновка — упразднено в 2010 году[9],
- село Госплемстанция — упразднено в 2010 году[9],
- разъезд №93 — упразднён в 2017 году[10],
- село Аганас — упразднено в 2018 году[11],
- село Шнет — упразднено в 2019 году[11].

Согласно по Всеосоюзной переписи населения 1989 года по Казахской ССР, в Целиноградском районе было зафиксировано — 67 населённых пунктов (все — сельские).

## Население
| Численность населения Бурабайского района | Численность населения Бурабайского района | Численность населения Бурабайского района | Численность населения Бурабайского района | Численность населения Бурабайского района | Численность населения Бурабайского района | Численность населения Бурабайского района |
| 1939                                      | 1959                                      | 1970                                      | 1979                                      | 1989                                      | 1999                                      | 2004                                      |
| ----------------------------------------- | ----------------------------------------- | ----------------------------------------- | ----------------------------------------- | ----------------------------------------- | ----------------------------------------- | ----------------------------------------- |
| 33 726                                    | ↗45 855                                   | ↗54 250                                   | ↘53 322                                   | ↗54 367                                   | ↘51 085                                   | ↘40 871                                   |
| 2005                                      | 2006                                      | 2007                                      | 2008                                      | 2009                                      | 2010                                      | 2011                                      |
| ↗41 297                                   | ↗41 328                                   | ↗42 207                                   | ↗42 564                                   | ↗58 350                                   | ↗58 498                                   | ↗58 986                                   |
| 2012                                      | 2013                                      | 2014                                      | 2015                                      | 2016                                      | 2017                                      | 2018                                      |
| ↗59 790                                   | ↗60 505                                   | ↗62 457                                   | ↗64 401                                   | ↗68 937                                   | ↘68 108                                   | ↗75 393                                   |
| 2019                                      | 2020                                      | 2021                                      | 2022                                      |                                           |                                           |                                           |
| ↗76 891                                   | ↗79 949                                   | ↗82 299                                   | ↗85 503                                   |                                           |                                           |                                           |

По переписи 2009 года, в Целиноградском районе было сконцентрировано 7,91% населения от общего числа области — тем самым став третьим по численности населения административной единицей.

### Национальный состав

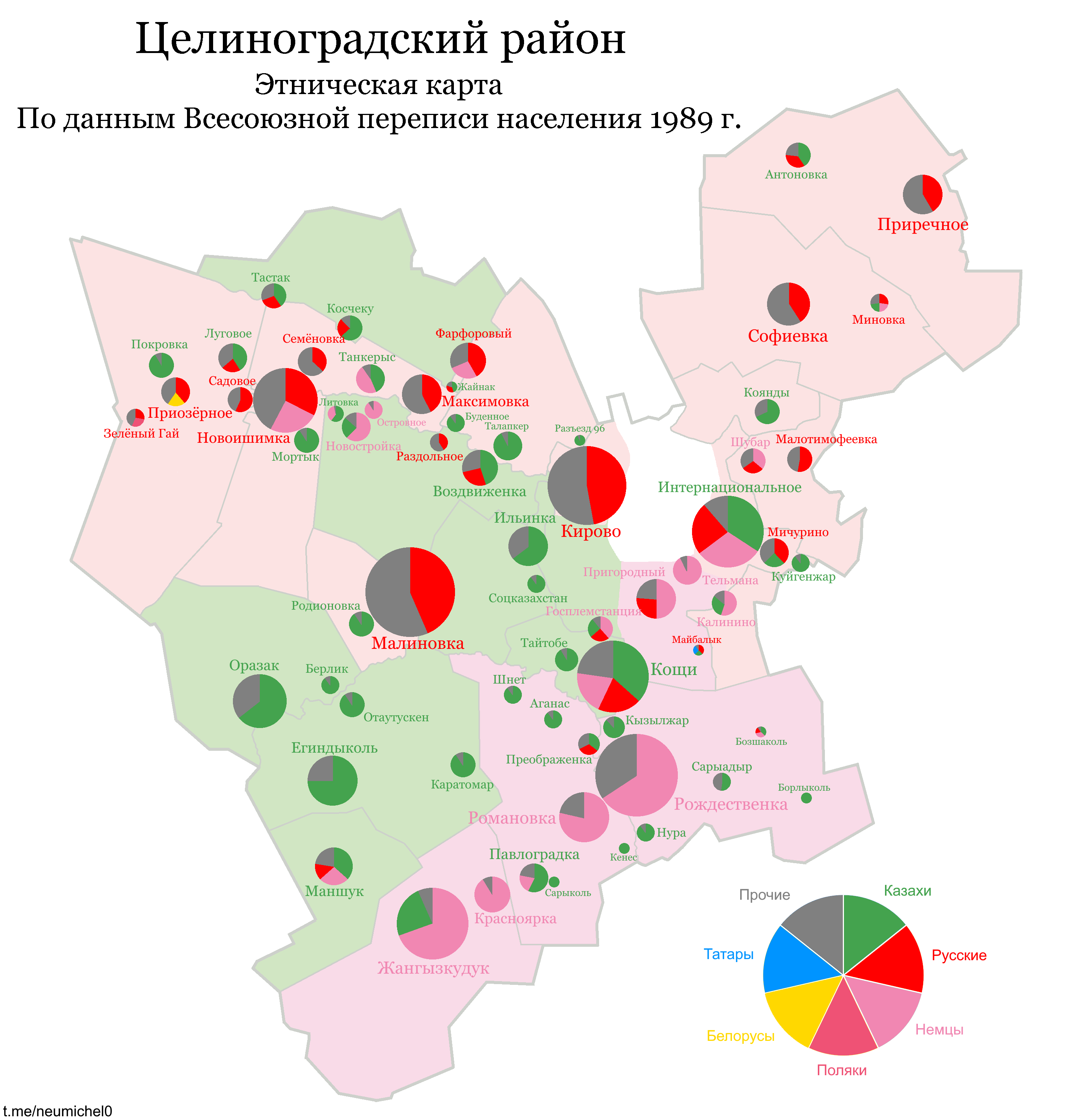
Этническая карта Целиноградского района по каждому населённому пункту, перепись 1989 года.

| №  | Национальность | 1939 год         | 2019 год         |
| -- | -------------- | ---------------- | ---------------- |
| 1  | Казахи         | 11 532 (34,19%)  | 60 988 (79,32%)  |
| 2  | Русские        | 11 727 (34,77%)  | 8 778 (11,42%)   |
| 3  | Немцы          | 2 835 (8,41%)    | 1 481 (1,93%)    |
| 4  | Украинцы       | 2 764 (8,20%)    | 1 387 (1,80%)    |
| 5  | Татары         | 256 (0,76%)      | 1 009 (1,31%)    |
| 6  | Белорусы       | 786 (2,33%)      | 769 (1,00%)      |
| 7  | Поляки         | 1 701 (5,04%)    | 368 (0,48%)      |
| 8  | Корейцы        | 58 (0,17%)       | 208 (0,27%)      |
| 9  | Башкиры        | -                | 153 (0,20%)      |
| 10 | Молдаване      | -                | 135 (0,18%)      |
| 11 | Армяне         | -                | 113 (0,15%)      |
| 12 | Азербайджанцы  | -                | 108 (0,14%)      |
| 13 | Чеченцы        | -                | 107 (0,14%)      |
| 14 | Удмурты        | -                | 64 (0,08%)       |
| 15 | Ингуши         | -                | 54 (0,07%)       |
| 16 | Мордва         | 91 (0,27%)       | 32 (0,04%)       |
| 17 | Марийцы        | -                | 17 (0,02%)       |
| 18 | Другие         | 1 976 (5,86%)    | 1 120 (1,46%)    |
| 19 | Всего          | 33 726 (100,00%) | 76 891 (100,00%) |

### Половозрастной состав
По данным Национальной переписи населения Республики Казахстан 2009 года:
| Возраст     | Мужчины, чел. | Женщины, чел. | Общая численность, чел. | Доля от всего населения, % |
| ----------- | ------------- | ------------- | ----------------------- | -------------------------- |
| 0 — 14 лет  | 7 552         | 7 264         | 14 816                  | 25,39%                     |
| 15 — 64 лет | 20 356        | 19 652        | 40 008                  | 68,57%                     |
| от 65 лет   | 1 319         | 2 207         | 3 526                   | 6,04%                      |
| Всего       | 29 227        | 29 123        | 58 350                  | 100,00%                    |

- Мужчин — 29 227 (50,09%). Женщины — 29 123 (49,91%).

## Экономика
На территории района действует 28 сельхозформирований и 216 крестьянских хозяйств.

## Образование
В Целиноградском районе функционируют 92 детских дошкольных учреждения:
- 76 детских садов (82,61%):
  - 12 — государственные (15,79%);
  - 64 — частные (84,21%);
- 16 мини-центров (17,39%).

Функционируют 47 общеобразовательных школ:
- 2 — частные (4,26%);
- 45 — государственные (95,74%):
  - 30 — средние (66,67%);
  - 10 — основные (22,22%);
  - 5 — начальные (11,11%).

В 15 школах обучение ведётся на казахском языке, в 3-х на русском, в 26 обучение — смешанное.

## Главы
| Фамилия, имя, отчество           | Должность                    | Период руководства |
| -------------------------------- | ---------------------------- | ------------------ |
| Камзебаев, Саят Есенжолович      | глава районной администрации | 1992—1995          |
| Дуйсебаев, Жексенбай Картабаевич | аким района                  | 1995—1997          |
| Акимов, Рашит Кайыржанович       | аким района                  | 1997-1999          |
| Камзебаев, Саят Есенжолович      | аким района                  | 1999—2004          |
| Жангуразов, Тимур Ибрагимович    | аким района                  | 2004—2006          |
| Дуйсебаев, Жексенбай Картабаевич | аким района                  | 2006—2007          |
| Мынжанов, Марат Турсынаевич      | аким района                  | 2007—2010          |
| Жунусов, Манат Кунантаевич       | аким района                  | 2010—2012          |
| Усимбаев, Аскарбек Съезбекович   | аким района                  | 2012—2013          |
| Мауленов, Бакберген Болдешулы    | аким района                  | 2013—2014          |
| Таткеев, Малгаждар Саттарович    | аким района                  | 2014—2020          |
| Оспанбеков, Бахидбек Амантаевич  | аким района                  | с марта 2020 года  |